# Günter Schaub
Günter Schaub (auch Günther) (* 4. Januar 1933 in Duisburg; † 18. April 2013 in Dubai) war ein deutscher Jurist und ehemaliger Vorsitzender Richter am Bundesarbeitsgericht.

## Werdegang
Nach dem Abitur 1953 studierte Schaub Rechtswissenschaft an der Universität Köln bis 1956. Das erste Staatsexamen legte er 1957, das zweite 1961 nach dem juristischen Vorbereitungsdienst im Oberlandesgerichtsbezirk Düsseldorf. Nach Beschäftigung bei den Arbeitsgerichten in Düsseldorf, Dortmund, Herne und Siegen wurde Schaub im Juni 1965 zum Arbeitsgerichtsrat beim Arbeitsgericht Herne ernannt. Vom August 1968 bis Juli 1970 war er als wissenschaftlicher Mitarbeiter im Bundesarbeitsgericht tätig. Mitte November 1974 wurde er zum Vorsitzenden Richter am Landesarbeitsgericht Düsseldorf ernannt. 
Seit 1978 war Schaub Richter am Bundesarbeitsgericht. Ab dem 1. Mai 1990 wurde er zum Vorsitzenden Richter des Vierten Senats, des „Tarifvertragssenats“. Zudem gehörte Schaub dem Präsidium des Bundesarbeitsgericht und dem Richterrat des Bundesgerichtes an. Am 1. Februar 1998 trat er in den Ruhestand. Für seine wissenschaftlichen Verdienste erhielt er den  Doktor h. c. 
Sein 1972 erstmals erschienenes Arbeitsrechts-Handbuch war lange Zeit die einzige monographische Gesamtdarstellung des deutschen  Arbeitsrechts. 1998 begründete er als Mitherausgeber den Erfurter Kommentar zum Arbeitsrecht. Bis zu seinem Tod war er Mitherausgeber der NZA. Er verstarb am 18. April 2013 während einer Kreuzfahrtreise in Dubai.

## Ehrungen
- Ehrenpromotion der Universität Jena
- Großes Verdienstkreuz des Verdienstordens der Bundesrepublik Deutschland (1998)